# Convocazioni per il campionato mondiale femminile di calcio 2019
Elenco delle giocatrici convocate per il campionato mondiale di Francia 2019.

## Gruppo A

### Francia
La lista delle 23 giocatrici convocate redatta dalla federazione francese venne annunciata il 2 maggio 2019.
Selezionatrice: Corinne Diacre
| N. | Pos. | Giocatore              | Data nascita (età)          | Pres. | Reti | Squadra             |
| -- | ---- | ---------------------- | --------------------------- | ----- | ---- | ------------------- |
| 1  | P    | Solène Durand          | 20 novembre 1994 (24 anni)  | 0     | 0    | Guingamp            |
| 2  | D    | Ève Périsset           | 24 dicembre 1994 (24 anni)  | 12    | 0    | Paris Saint-Germain |
| 3  | D    | Wendie Renard          | 20 luglio 1990 (28 anni)    | 104   | 20   | Olympique Lione     |
| 4  | D    | Marion Torrent         | 17 aprile 1992 (27 anni)    | 15    | 0    | Montpellier         |
| 5  | D    | Aïssatou Tounkara      | 16 marzo 1995 (24 anni)     | 7     | 0    | Atlético Madrid     |
| 6  | C    | Amandine Henry         | 28 settembre 1989 (29 anni) | 78    | 11   | Olympique Lione     |
| 7  | D    | Sakina Karchaoui       | 26 gennaio 1996 (23 anni)   | 21    | 0    | Montpellier         |
| 8  | C    | Grace Geyoro           | 2 luglio 1997 (22 anni)     | 17    | 0    | Paris Saint-Germain |
| 9  | A    | Eugénie Le Sommer      | 18 maggio 1989 (30 anni)    | 156   | 73   | Olympique Lione     |
| 10 | D    | Amel Majri             | 25 gennaio 1993 (26 anni)   | 42    | 4    | Olympique Lione     |
| 11 | A    | Kadidiatou Diani       | 1º aprile 1995 (24 anni)    | 42    | 4    | Paris Saint-Germain |
| 12 | A    | Emelyne Laurent        | 4 novembre 1998 (20 anni)   | 2     | 0    | Olympique Lione     |
| 13 | A    | Valérie Gauvin         | 1º giugno 1996 (23 anni)    | 13    | 5    | Montpellier         |
| 14 | C    | Charlotte Bilbault     | 5 giugno 1990 (29 anni)     | 11    | 0    | Paris FC            |
| 15 | C    | Élise Bussaglia        | 24 settembre 1985 (33 anni) | 182   | 29   | Digione             |
| 16 | P    | Sarah Bouhaddi         | 17 ottobre 1986 (32 anni)   | 134   | 0    | Olympique Lione     |
| 17 | C    | Gaëtane Thiney         | 28 ottobre 1985 (33 anni)   | 150   | 58   | Paris FC            |
| 18 | A    | Viviane Asseyi         | 20 novembre 1993 (25 anni)  | 25    | 4    | Bordeaux            |
| 19 | D    | Griedge Mbock Bathy    | 26 febbraio 1995 (24 anni)  | 46    | 4    | Olympique Lione     |
| 20 | A    | Delphine Cascarino     | 5 febbraio 1997 (22 anni)   | 6     | 1    | Olympique Lione     |
| 21 | P    | Pauline Peyraud-Magnin | 17 marzo 1992 (27 anni)     | 1     | 0    | Arsenal             |
| 22 | D    | Julie Debever          | 18 aprile 1988 (31 anni)    | 2     | 0    | Guingamp            |
| 23 | C    | Maéva Clémaron         | 10 novembre 1992 (26 anni)  | 2     | 0    | Fleury              |

### Corea del Sud
La lista delle 23 calciatrici convocate è stata comunicata il 17 maggio 2019.
Selezionatore: Yoon Deok-yeo
| N. | Pos. | Giocatore      | Data nascita (età)         | Pres. | Reti | Squadra            |
| -- | ---- | -------------- | -------------------------- | ----- | ---- | ------------------ |
| 1  | P    | Kang Ga-ae     | 10 dicembre 1990 (28 anni) | 9     | 0    | Gumi Sportstoto    |
| 2  | D    | Lee Eun-mi     | 18 agosto 1988 (30 anni)   | 84    | 14   | Suwon UDC          |
| 3  | D    | Jeong Yeong-a  | 9 dicembre 1990 (28 anni)  | 12    | 0    | Gyeongju KHNP      |
| 4  | D    | Hwang Bo-ram   | 6 ottobre 1987 (31 anni)   | 35    | 0    | Hwacheon KSPO      |
| 5  | D    | Kim Do-yeon    | 7 dicembre 1988 (30 anni)  | 74    | 1    | Hyundai Red Angels |
| 6  | D    | Lim Seon-joo   | 27 novembre 1990 (28 anni) | 72    | 5    | Hyundai Red Angels |
| 7  | C    | Lee Min-a      | 8 novembre 1991 (27 anni)  | 51    | 14   | INAC Kobe Leonessa |
| 8  | C    | Cho So-hyun    | 24 giugno 1988 (30 anni)   | 115   | 20   | West Ham           |
| 9  | C    | Moon Mi-ra     | 28 febbraio 1992 (27 anni) | 14    | 8    | Suwon UDC          |
| 10 | A    | Ji So-yun      | 21 febbraio 1991 (28 anni) | 109   | 49   | Chelsea            |
| 11 | A    | Jung Seol-bin  | 6 gennaio 1990 (29 anni)   | 72    | 20   | Hyundai Red Angels |
| 12 | C    | Kang Yu-mi     | 5 ottobre 1991 (27 anni)   | 24    | 8    | Hwacheon KSPO      |
| 13 | A    | Yeo Min-ji     | 27 aprile 1993 (26 anni)   | 28    | 10   | Gumi Sportstoto    |
| 14 | D    | Shin Dam-yeong | 2 ottobre 1993 (25 anni)   | 31    | 1    | Suwon UDC          |
| 15 | C    | Lee Young-ju   | 22 aprile 1992 (27 anni)   | 24    | 2    | Hyundai Red Angels |
| 16 | D    | Jang Sel-gi    | 31 maggio 1994 (25 anni)   | 47    | 11   | Hyundai Red Angels |
| 17 | A    | Lee Geum-min   | 7 aprile 1994 (25 anni)    | 43    | 14   | Gyeongju KHNP      |
| 18 | P    | Kim Min-jeong  | 16 ottobre 1984 (34 anni)  | 110   | 0    | Hyundai Red Angels |
| 19 | C    | Lee So-dam     | 12 ottobre 1994 (24 anni)  | 45    | 4    | Hyundai Red Angels |
| 20 | D    | Kim Hye-ri     | 25 giugno 1990 (28 anni)   | 78    | 1    | Hyundai Red Angels |
| 21 | P    | Jung Bo-ram    | 22 luglio 1991 (27 anni)   | 3     | 0    | Hwacheon KSPO      |
| 22 | A    | Son Hwa-yeon   | 15 marzo 1997 (22 anni)    | 13    | 6    | Changnyeong        |
| 23 | C    | Kang Chae-rim  | 23 marzo 1998 (21 anni)    | 1     | 0    | Hyundai Red Angels |

### Nigeria
La lista delle 23 calciatrici convocate è stata comunicata il 25 maggio 2019.
Selezionatore:  Thomas Dennerby
| N. | Pos. | Giocatore          | Data nascita (età)          | Pres. | Reti | Squadra           |
| -- | ---- | ------------------ | --------------------------- | ----- | ---- | ----------------- |
| 1  | P    | Tochukwu Oluehi    | 2 maggio 1987 (32 anni)     |       |      | Rivers Angels     |
| 2  | C    | Amarachi Okoronkwo | 12 dicembre 1992 (26 anni)  |       |      | Nasarawa Amazons  |
| 3  | D    | Osinachi Ohale     | 21 dicembre 1991 (27 anni)  |       |      | Växjö DFF         |
| 4  | D    | Ngozi Ebere        | 5 agosto 1991 (27 anni)     |       |      | Arna-Bjørnar      |
| 5  | D    | Onome Ebi          | 8 maggio 1983 (36 anni)     |       |      | Henan Huishang    |
| 6  | C    | Evelyn Nwabuoku    | 14 novembre 1985 (33 anni)  |       |      | Rivers Angels     |
| 7  | A    | Anam Imo           | 30 novembre 2000 (18 anni)  |       |      | Rosengård         |
| 8  | A    | Asisat Oshoala     | 9 ottobre 1994 (24 anni)    |       |      | Barcellona        |
| 9  | A    | Francisca Ordega   | 19 ottobre 1993 (25 anni)   |       |      | Shanghai WFC      |
| 10 | C    | Rita Chikwelu      | 6 marzo 1988 (31 anni)      |       |      | Kristianstads DFF |
| 11 | A    | Chinaza Uchendu    | 3 dicembre 1997 (21 anni)   |       |      | Braga             |
| 12 | A    | Uchenna Kanu       | 27 giugno 1997 (21 anni)    |       |      | Southeastern Fire |
| 13 | C    | Ngozi Okobi        | 14 dicembre 1993 (25 anni)  |       |      | Eskilstuna United |
| 14 | D    | Faith Michael      | 28 febbraio 1987 (32 anni)  |       |      | Piteå IF          |
| 15 | A    | Rasheedat Ajibade  | 8 dicembre 1999 (19 anni)   |       |      | Avaldsnes         |
| 16 | P    | Chiamaka Nnadozie  | 8 dicembre 2000 (18 anni)   |       |      | Rivers Angels     |
| 17 | A    | Desire Oparanozie  | 17 dicembre 1993 (25 anni)  |       |      | Guingamp          |
| 18 | C    | Halimatu Ayinde    | 16 maggio 1995 (24 anni)    |       |      | Eskilstuna United |
| 19 | A    | Chinwendu Ihezuo   | 30 aprile 1997 (22 anni)    |       |      | Henan Huishang    |
| 20 | D    | Chidinma Okeke     | 11 agosto 2000 (18 anni)    |       |      | Robo Queens       |
| 21 | P    | Alaba Jonathan     | 1º giugno 1992 (27 anni)    |       |      | Bayelsa Queens    |
| 22 | A    | Alice Ogebe        | 30 marzo 1995 (24 anni)     |       |      | Rivers Angels     |
| 23 | C    | Ogonna Chukwudi    | 14 settembre 1988 (30 anni) |       |      | Djurgården        |

### Norvegia
La lista delle 23 calciatrici convocate è stata comunicata il 2 maggio 2019.
Selezionatore:  Martin Sjögren
| N. | Pos. | Giocatore                  | Data nascita (età)          | Pres. | Reti | Squadra              |
| -- | ---- | -------------------------- | --------------------------- | ----- | ---- | -------------------- |
| 1  | P    | Ingrid Hjelmseth           | 10 aprile 1980 (39 anni)    | 131   | 0    | Stabæk               |
| 2  | D    | Ingrid Moe Wold            | 29 gennaio 1990 (29 anni)   | 59    | 3    | LSK Kvinner          |
| 3  | D    | Maria Thorisdottir         | 5 giugno 1993 (26 anni)     | 32    | 1    | Chelsea              |
| 4  | D    | Stine Hovland              | 31 gennaio 1991 (28 anni)   | 6     | 0    | Sandviken            |
| 5  | C    | Synne Skinnes Hansen       | 12 agosto 1995 (23 anni)    | 14    | 0    | LSK Kvinner          |
| 6  | D    | Maren Mjelde               | 6 novembre 1989 (29 anni)   | 135   | 19   | Chelsea              |
| 7  | A    | Elise Thorsnes             | 14 agosto 1988 (30 anni)    | 115   | 19   | LSK Kvinner          |
| 8  | C    | Vilde Bøe Risa             | 13 luglio 1995 (23 anni)    | 18    | 1    | Kopparbergs/Göteborg |
| 9  | A    | Isabell Herlovsen          | 23 giugno 1988 (30 anni)    | 125   | 57   | Kolbotn              |
| 10 | A    | Caroline Graham Hansen     | 18 febbraio 1995 (24 anni)  | 71    | 25   | Wolfsburg            |
| 11 | A    | Lisa-Marie Karlseng Utland | 19 settembre 1992 (26 anni) | 40    | 12   | Rosengård            |
| 12 | P    | Cecilie Fiskerstrand       | 20 marzo 1996 (23 anni)     | 21    | 0    | LSK Kvinner          |
| 13 | C    | Therese Sessy Åsland       | 26 agosto 1995 (23 anni)    | 5     | 1    | LSK Kvinner          |
| 14 | C    | Ingrid Syrstad Engen       | 29 aprile 1998 (21 anni)    | 15    | 2    | LSK Kvinner          |
| 15 | C    | Amalie Vevle Eikeland      | 26 agosto 1995 (23 anni)    | 6     | 0    | Sandviken            |
| 16 | C    | Guro Reiten                | 26 luglio 1994 (24 anni)    | 36    | 5    | LSK Kvinner          |
| 17 | C    | Kristine Minde             | 8 agosto 1992 (26 anni)     | 96    | 9    | Wolfsburg            |
| 18 | C    | Frida Leonhardsen Maanum   | 16 luglio 1999 (19 anni)    | 19    | 0    | Linköping            |
| 19 | D    | Cecilie Redisch Kvamme     | 5 novembre 1995 (23 anni)   | 3     | 0    | Sandviken            |
| 20 | A    | Emilie Haavi               | 16 giugno 1992 (26 anni)    | 81    | 16   | LSK Kvinner          |
| 21 | C    | Karina Sævik               | 24 marzo 1996 (23 anni)     | 3     | 1    | Kolbotn              |
| 22 | C    | Emilie Nautnes             | 13 gennaio 1999 (20 anni)   | 5     | 0    | Arna-Bjørnar         |
| 23 | P    | Oda Maria Hove Bogstad     | 24 aprile 1996 (23 anni)    | 0     | 0    | Arna-Bjørnar         |

## Gruppo B

### Cina
La lista delle 23 calciatrici convocate è stata comunicata il 27 maggio 2019.
Selezionatore: Jia Xiuquan
| N. | Pos. | Giocatore     | Data nascita (età)          | Pres. | Reti | Squadra                   |
| -- | ---- | ------------- | --------------------------- | ----- | ---- | ------------------------- |
| 1  | P    | Xu Huan       | 6 marzo 1999 (20 anni)      |       |      | Beijing Phoenix           |
| 2  | D    | Liu Shanshan  | 16 marzo 1992 (27 anni)     |       |      | Beijing Phoenix           |
| 3  | D    | Lin Yuping    | 28 febbraio 1992 (27 anni)  |       |      | Wuhan Jianghan University |
| 4  | C    | Lou Jiahui    | 26 maggio 1991 (28 anni)    |       |      | Henan Huishang            |
| 5  | D    | Wu Haiyan     | 26 febbraio 1993 (26 anni)  |       |      | Wuhan Jianghan University |
| 6  | D    | Han Peng      | 20 dicembre 1989 (29 anni)  |       |      | Guangdong Huijun          |
| 7  | C    | Wang Shuang   | 23 gennaio 1995 (24 anni)   |       |      | Paris Saint-Germain       |
| 8  | D    | Li Jiayue     | 8 giugno 1990 (28 anni)     |       |      | Shanghai WFC              |
| 9  | A    | Yang Li       | 7 gennaio 1993 (26 anni)    |       |      | Jiangsu Ladies            |
| 10 | A    | Li Ying       | 7 gennaio 1993 (26 anni)    |       |      | Guangdong Huijun          |
| 11 | A    | Wang Shanshan | 27 gennaio 1990 (29 anni)   |       |      | Dalian                    |
| 12 | P    | Peng Shimeng  | 12 maggio 1998 (21 anni)    |       |      | Jiangsu Ladies            |
| 13 | C    | Wang Yan      | 22 agosto 1991 (27 anni)    |       |      | Beijing Phoenix           |
| 14 | D    | Wang Ying     | 18 novembre 1997 (21 anni)  |       |      | Wuhan Jianghan University |
| 15 | A    | Song Duan     | 2 agosto 1995 (23 anni)     |       |      | Dalian                    |
| 16 | C    | Li Wen        | 21 febbraio 1989 (30 anni)  |       |      | Dalian                    |
| 17 | C    | Gu Yasha      | 28 novembre 1990 (28 anni)  |       |      | Beijing Phoenix           |
| 18 | P    | Bi Xiaolin    | 18 settembre 1989 (29 anni) |       |      | Dalian                    |
| 19 | C    | Tan Ruyin     | 17 luglio 1994 (20 anni)    |       |      | Guangdong Huijun          |
| 20 | C    | Zhang Rui     | 17 gennaio 1989 (30 anni)   |       |      | Changchun Zhuoyue         |
| 21 | C    | Yao Wei       | 1º settembre 1997 (21 anni) |       |      | Wuhan Jianghan University |
| 22 | D    | Luo Guiping   | 20 aprile 1993 (26 anni)    |       |      | Guangdong Huijun          |
| 23 | C    | Liu Yanqiu    | 31 dicembre 1995 (23 anni)  |       |      | Wuhan Jianghan University |

### Germania
La lista delle 23 calciatrici convocate è stata comunicata il 14 maggio 2019.
Selezionatrice: Martina Voss-Tecklenburg
| N. | Pos. | Giocatore          | Data nascita (età)          | Pres. | Reti | Squadra            |
| -- | ---- | ------------------ | --------------------------- | ----- | ---- | ------------------ |
| 1  | P    | Almuth Schult      | 6 febbraio 1991 (28 anni)   | 58    | 0    | Wolfsburg          |
| 2  | D    | Carolin Simon      | 24 novembre 1992 (26 anni)  | 15    | 2    | Olympique Lione    |
| 3  | D    | Kathrin Hendrich   | 6 aprile 1992 (27 anni)     | 29    | 4    | 1. FFC Francoforte |
| 4  | D    | Leonie Maier       | 29 settembre 1992 (26 anni) | 69    | 10   | Bayern Monaco      |
| 5  | D    | Marina Hegering    | 17 aprile 1990 (29 anni)    | 2     | 0    | SGS Essen          |
| 6  | C    | Lena Oberdorf      | 19 dicembre 2001 (17 anni)  | 2     | 0    | SGS Essen          |
| 7  | A    | Lea Schüller       | 12 novembre 1997 (21 anni)  | 12    | 8    | SGS Essen          |
| 8  | D    | Lena Goeßling      | 8 marzo 1986 (33 anni)      | 104   | 10   | Wolfsburg          |
| 9  | C    | Svenja Huth        | 25 gennaio 1991 (28 anni)   | 43    | 7    | Turbine Potsdam    |
| 10 | C    | Dzsenifer Marozsán | 18 aprile 1992 (27 anni)    | 89    | 32   | Olympique Lione    |
| 11 | A    | Alexandra Popp     | 6 aprile 1991 (28 anni)     | 95    | 45   | Wolfsburg          |
| 12 | P    | Laura Benkarth     | 14 ottobre 1992 (26 anni)   | 8     | 0    | Friburgo           |
| 13 | C    | Sara Däbritz       | 15 febbraio 1995 (24 anni)  | 59    | 10   | Bayern Monaco      |
| 14 | D    | Johanna Elsig      | 1º novembre 1992 (26 anni)  | 12    | 0    | Turbine Potsdam    |
| 15 | C    | Giulia Gwinn       | 2 luglio 1999 (19 anni)     | 7     | 1    | Friburgo           |
| 16 | C    | Linda Dallmann     | 2 settembre 1994 (24 anni)  | 20    | 5    | SGS Essen          |
| 17 | D    | Verena Schweers    | 22 maggio 1989 (30 anni)    | 44    | 3    | Bayern Monaco      |
| 18 | C    | Melanie Leupolz    | 14 aprile 1994 (25 anni)    | 57    | 8    | Bayern Monaco      |
| 19 | A    | Klara Bühl         | 7 dicembre 2000 (18 anni)   | 1     | 0    | Friburgo           |
| 20 | C    | Lina Magull        | 15 agosto 1994 (24 anni)    | 30    | 7    | Bayern Monaco      |
| 21 | P    | Merle Frohms       | 28 gennaio 1995 (24 anni)   | 4     | 0    | Friburgo           |
| 22 | C    | Turid Knaak        | 24 gennaio 1991 (28 anni)   | 7     | 1    | SGS Essen          |
| 23 | D    | Sara Doorsoun      | 17 novembre 1991 (27 anni)  | 24    | 0    | Wolfsburg          |

### Spagna
La lista delle 23 calciatrici convocate è stata comunicata il 20 maggio 2019.
Selezionatore: Jorge Vilda
| N. | Pos. | Giocatore               | Data nascita (età)          | Pres. | Reti | Squadra             |
| -- | ---- | ----------------------- | --------------------------- | ----- | ---- | ------------------- |
| 1  | P    | Dolores Gallardo        | 10 giugno 1993 (25 anni)    | 29    | 0    | Atlético Madrid     |
| 2  | D    | Celia Jiménez           | 20 giugno 1995 (23 anni)    | 22    | 0    | Seattle Reign       |
| 3  | D    | Leila Ouahabi           | 22 marzo 1993 (26 anni)     | 26    | 1    | Barcellona          |
| 4  | D    | Irene Paredes           | 4 luglio 1991 (27 anni)     | 61    | 8    | Paris Saint-Germain |
| 5  | D    | Ivana Andrés            | 13 luglio 1994 (24 anni)    | 21    | 0    | Levante             |
| 6  | C    | Victoria Losada         | 5 marzo 1991 (28 anni)      | 61    | 13   | Barcellona          |
| 7  | C    | Marta Corredera         | 8 agosto 1991 (27 anni)     | 66    | 5    | Levante             |
| 8  | D    | Marta Torrejón          | 27 febbraio 1990 (29 anni)  | 85    | 9    | Barcellona          |
| 9  | A    | Mariona Caldentey       | 19 marzo 1996 (23 anni)     | 20    | 2    | Barcellona          |
| 10 | A    | Jennifer Hermoso        | 9 maggio 1990 (29 anni)     | 66    | 27   | Atlético Madrid     |
| 11 | C    | Alexia Putellas         | 4 febbraio 1994 (25 anni)   | 65    | 13   | Barcellona          |
| 12 | C    | Patricia Guijarro       | 17 maggio 1998 (21 anni)    | 16    | 3    | Barcellona          |
| 13 | P    | Sandra Paños            | 4 novembre 1992 (26 anni)   | 28    | 0    | Barcellona          |
| 14 | C    | Virginia Torrecilla     | 4 settembre 1994 (24 anni)  | 53    | 6    | Montpellier         |
| 15 | C    | Silvia Meseguer         | 12 marzo 1989 (30 anni)     | 64    | 5    | Atlético Madrid     |
| 16 | D    | María Pilar León        | 13 giugno 1995 (23 anni)    | 23    | 0    | Barcellona          |
| 17 | A    | Lucía García            | 14 luglio 1998 (20 anni)    | 13    | 0    | Athletic Bilbao     |
| 18 | C    | Aitana Bonmatí          | 18 gennaio 1998 (21 anni)   | 12    | 1    | Barcellona          |
| 19 | C    | Amanda Sampedro         | 26 giugno 1993 (25 anni)    | 45    | 11   | Atlético Madrid     |
| 20 | D    | Andrea Pereira          | 19 settembre 1993 (25 anni) | 26    | 0    | Barcellona          |
| 21 | C    | Andrea Falcón           | 28 febbraio 1997 (22 anni)  | 7     | 1    | Atlético Madrid     |
| 22 | A    | Nahikari García         | 10 marzo 1997 (22 anni)     | 7     | 1    | Real Sociedad       |
| 23 | P    | María Asunción Quiñones | 29 ottobre 1996 (22 anni)   | 3     | 0    | Real Sociedad       |

### Sudafrica
La lista delle 23 calciatrici convocate è stata comunicata il 17 maggio 2019.
Selezionatrice: Desiree Ellis
| N. | Pos. | Giocatore           | Data nascita (età)          | Pres. | Squadra                     |
| -- | ---- | ------------------- | --------------------------- | ----- | --------------------------- |
| 1  | P    | Mapaseka Mpuru      | 9 aprile 1998 (21 anni)     | 0     | University of Pretoria      |
| 2  | D    | Lebohang Ramalepe   | 3 dicembre 1991 (27 anni)   | 62    | Ma-Indies                   |
| 3  | D    | Nothando Vilakazi   | 28 ottobre 1988 (30 anni)   | 129   | Gintra Universitetas        |
| 4  | D    | Noko Matlou         | 30 settembre 1985 (33 anni) | 152   | Ma-Indies                   |
| 5  | D    | Janine van Wyk      | 17 aprile 1987 (32 anni)    | 166   | JVW                         |
| 6  | C    | Mamello Makhabane   | 24 febbraio 1988 (31 anni)  | 96    | JVW                         |
| 7  | C    | Karabo Dhlamini     | 18 settembre 2001 (17 anni) | 5     | Mamelodi Sundowns           |
| 8  | A    | Ode Fulutudilu      | 6 febbraio 1990 (29 anni)   | 11    | Málaga                      |
| 9  | A    | Amanda Mthandi      | 23 maggio 1996 (23 anni)    | 9     | University of Johannesburg  |
| 10 | C    | Linda Motlhalo      | 1º luglio 1998 (20 anni)    | 42    | Beijing BG Phoenix          |
| 11 | A    | Thembi Kgatlana     | 2 maggio 1996 (23 anni)     | 52    | Beijing BG Phoenix          |
| 12 | A    | Jermaine Seoposenwe | 12 ottobre 1993 (25 anni)   | 74    | Gintra Universitetas        |
| 13 | D    | Bambanani Mbane     | 12 marzo 1990 (29 anni)     | 43    | Bloemfontein Celtic         |
| 14 | D    | Tiisetso Makhubela  | 24 aprile 1997 (22 anni)    | 2     | Mamelodi Sundowns           |
| 15 | C    | Refiloe Jane        | 4 agosto 1992 (26 anni)     | 104   | Svincolata                  |
| 16 | P    | Andile Dlamini      | 2 settembre 1992 (26 anni)  | 37    | Mamelodi Sundowns           |
| 17 | C    | Leandra Smeda       | 22 luglio 1989 (29 anni)    | 95    | Vittsjö GIK                 |
| 18 | C    | Busisiwe Ndimeni    | 25 giugno 1991 (27 anni)    | 26    | University of Pretoria      |
| 19 | C    | Kholosa Biyana      | 16 aprile 1994 (25 anni)    | 17    | University of Kwazulu Natal |
| 20 | P    | Kaylin Swart        | 30 settembre 1994 (24 anni) | 18    | Golden Stars                |
| 21 | C    | Sibulele Holweni    | 28 aprile 2001 (18 anni)    | 1     | Sophakama Ladies/HPC        |
| 22 | A    | Rhoda Mulaudzi      | 2 dicembre 1989 (29 anni)   | 22    | Svincolata                  |
| 23 | D    | Bongeka Gamede      | 22 maggio 1999 (20 anni)    | 0     | University of Western Cape  |

## Gruppo C

### Australia
La lista delle 23 calciatrici convocate è stata comunicata il 14 maggio 2019. Il 6 giugno 2019 è stata convocata Karly Roestbakken al posto dell'infortunata Laura Alleway.
Selezionatore: Ante Milicic
| N. | Pos. | Giocatore            | Data nascita (età)          | Pres. | Reti | Squadra           |
| -- | ---- | -------------------- | --------------------------- | ----- | ---- | ----------------- |
| 1  | P    | Lydia Williams       | 13 maggio 1988 (31 anni)    | 77    | 0    | Seattle Reign     |
| 2  | D    | Gema Simon           | 19 luglio 1990 (28 anni)    | 11    | 0    | Newcastle Jets    |
| 3  | C    | Aivi Luik            | 18 marzo 1985 (34 anni)     | 21    | 0    | Levante           |
| 4  | D    | Clare Polkinghorne   | 1º febbraio 1989 (30 anni)  | 116   | 9    | Houston Dash      |
| 5  | D    | Karly Roestbakken    | 17 gennaio 2001 (18 anni)   | 0     | 0    | Canberra United   |
| 6  | C    | Chloe Logarzo        | 22 dicembre 1994 (24 anni)  | 37    | 6    | Washington Spirit |
| 7  | D    | Stephanie Catley     | 26 gennaio 1994 (25 anni)   | 71    | 2    | Seattle Reign     |
| 8  | C    | Elise Kellond-Knight | 10 agosto 1990 (28 anni)    | 106   | 1    | Seattle Reign     |
| 9  | A    | Caitlin Foord        | 11 novembre 1994 (24 anni)  | 71    | 16   | Portland Thorns   |
| 10 | C    | Emily van Egmond     | 12 luglio 1993 (25 anni)    | 85    | 18   | Orlando Pride     |
| 11 | A    | Lisa De Vanna        | 14 novembre 1984 (34 anni)  | 147   | 47   | Sydney FC         |
| 12 | P    | Teagan Micah         | 20 ottobre 1997 (21 anni)   | 0     | 0    | UCLA Bruins       |
| 13 | C    | Tameka Yallop        | 16 giugno 1991 (27 anni)    | 78    | 10   | Klepp             |
| 14 | D    | Alanna Kennedy       | 21 gennaio 1995 (24 anni)   | 77    | 7    | Orlando Pride     |
| 15 | A    | Emily Gielnik        | 13 maggio 1992 (27 anni)    | 28    | 7    | Melbourne Victory |
| 16 | A    | Hayley Raso          | 5 settembre 1994 (24 anni)  | 34    | 3    | Portland Thorns   |
| 17 | A    | Mary Fowler          | 14 febbraio 2003 (16 anni)  | 4     | 0    | Bankstown City    |
| 18 | P    | Mackenzie Arnold     | 25 febbraio 1994 (25 anni)  | 23    | 0    | Brisbane Roar     |
| 19 | C    | Katrina Gorry        | 13 agosto 1992 (26 anni)    | 73    | 14   | Brisbane Roar     |
| 20 | A    | Samantha Kerr        | 10 settembre 1993 (25 anni) | 76    | 31   | Chicago Stars     |
| 21 | D    | Ellie Carpenter      | 28 aprile 2000 (19 anni)    | 31    | 1    | Portland Thorns   |
| 22 | C    | Amy Harrison         | 21 aprile 1996 (23 anni)    | 10    | 0    | Washington Spirit |
| 23 | D    | Teigen Allen         | 12 febbraio 1994 (25 anni)  | 40    | 0    | Melbourne Victory |

### Brasile
La lista delle 23 calciatrici convocate è stata comunicata il 16 maggio 2019. Il 17 maggio 2019 è stata convocata Luana al posto dell'infortunata Adriana.
Selezionatore: Vadão
| N. | Pos. | Giocatore       | Data nascita (età)         | Pres. | Reti | Squadra             |
| -- | ---- | --------------- | -------------------------- | ----- | ---- | ------------------- |
| 1  | P    | Bárbara         | 4 aprile 1988 (31 anni)    |       |      | Avaí/Kindermann     |
| 2  | D    | Poliana         | 4 agosto 1989 (29 anni)    |       |      | Internacional       |
| 3  | D    | Daiane          | 7 settembre 1997 (21 anni) | 4     | 0    | Paris Saint-Germain |
| 4  | D    | Tayla           | 9 maggio 1992 (27 anni)    |       |      | Benfica             |
| 5  | C    | Thaisa          | 17 dicembre 1988 (30 anni) |       |      | Milan               |
| 6  | D    | Tamires         | 10 ottobre 1987 (31 anni)  |       |      | Fortuna Hjørring    |
| 7  | A    | Andressa        | 10 novembre 1992 (26 anni) |       |      | Barcellona          |
| 8  | C    | Formiga         | 3 marzo 1978 (41 anni)     |       |      | Paris Saint-Germain |
| 9  | A    | Debinha         | 20 ottobre 1991 (27 anni)  |       |      | N. Carolina Courage |
| 10 | A    | Marta           | 19 febbraio 1986 (33 anni) |       |      | Orlando Pride       |
| 11 | A    | Cristiane       | 15 maggio 1985 (34 anni)   |       |      | San Paolo           |
| 12 | P    | Aline Reis      | 15 aprile 1989 (30 anni)   |       |      | Granadilla Tenerife |
| 13 | D    | Letícia Santos  | 2 dicembre 1994 (24 anni)  |       |      | Sand                |
| 14 | D    | Kathellen       | 26 aprile 1996 (23 anni)   |       |      | Bordeaux            |
| 15 | D    | Camila          | 10 ottobre 1994 (24 anni)  |       |      | Orlando Pride       |
| 16 | A    | Bia Zaneratto   | 17 dicembre 1993 (25 anni) |       |      | Hyundai Red Angels  |
| 17 | C    | Andressinha     | 1º maggio 1995 (24 anni)   |       |      | Portland Thorns     |
| 18 | C    | Luana           | 2 maggio 1993 (26 anni)    |       |      | Hwacheon KSPO       |
| 19 | A    | Ludmila         | 11 dicembre 1994 (24 anni) |       |      | Atlético Madrid     |
| 20 | A    | Raquel          | 21 marzo 1991 (28 anni)    |       |      | Huelva              |
| 21 | D    | Mônica          | 21 aprile 1987 (32 anni)   |       |      | Corinthians         |
| 22 | P    | Letícia Izidoro | 13 agosto 1994 (24 anni)   |       |      | Corinthians         |
| 23 | A    | Geyse           | 21 maggio 1994 (25 anni)   |       |      | Benfica             |

### Giamaica
La lista delle 23 calciatrici convocate è stata comunicata il 23 maggio 2019, con Havana Solaun che fu aggiunta come ultimo membro dopo l'approvazione della FIFA. Mireya Grey prese il posto di Kayla McCoy, indisponibile a causa di infortunio, il successivo 6 giugno.
Selezionatore: Hue Menzies
| N. | Pos. | Giocatore              | Data nascita (età)          | Pres. | Reti | Squadra                  |
| -- | ---- | ---------------------- | --------------------------- | ----- | ---- | ------------------------ |
| 1  | P    | Sydney Schneider       | 31 agosto 1999 (19 anni)    | 10    | 0    | UNC Wilmington Seahawks  |
| 2  | D    | Lauren Silver          | 22 marzo 1993 (26 anni)     | 19    | 1    | Trondheims-Ørn           |
| 3  | C    | Chanel Hudson-Marks    | 14 settembre 1997 (21 anni) | 4     | 0    | Svincolata               |
| 4  | D    | Chantelle Swaby        | 6 agosto 1998 (20 anni)     | 9     | 0    | Rutgers Scarlet Knights  |
| 5  | D    | Konya Plummer          | 2 agosto 1997 (21 anni)     | 16    | 1    | UCF Knights              |
| 6  | C    | Havana Solaun          | 23 marzo 1993 (26 anni)     | 1     | 0    | Klepp                    |
| 7  | C    | Chinyelu Asher         | 20 maggio 1993 (26 anni)    | 22    | 3    | Stabæk                   |
| 8  | C    | Ashleigh Shim          | 11 novembre 1993 (25 anni)  | 6     | 1    | Svincolata               |
| 9  | C    | Marlo Sweatman         | 1º dicembre 1994 (24 anni)  | 13    | 3    | Szent Mihály             |
| 10 | A    | Jody Brown             | 16 aprile 2002 (17 anni)    | 12    | 8    | Montverde Academy        |
| 11 | A    | Khadija Shaw           | 31 gennaio 1997 (22 anni)   | 21    | 28   | Svincolata               |
| 12 | C    | Sashana Campbell       | 2 marzo 1991 (28 anni)      | 8     | 2    | Maccabi Kishronot Hadera |
| 13 | P    | Nicole McClure         | 16 novembre 1989 (29 anni)  | 9     | 0    | Sion Swifts              |
| 14 | D    | Deneisha Blackwood     | 7 marzo 1997 (22 anni)      | 13    | 2    | Svincolata               |
| 15 | A    | Tiffany Cameron        | 16 ottobre 1991 (27 anni)   | 2     | 0    | Stabæk                   |
| 16 | D    | Dominique Bond-Flasza  | 11 settembre 1996 (22 anni) | 16    | 2    | PSV                      |
| 17 | D    | Allyson Swaby          | 3 ottobre 1996 (22 anni)    | 9     | 0    | Roma                     |
| 18 | C    | Trudi Carter           | 18 novembre 1994 (24 anni)  | 13    | 3    | Roma                     |
| 19 | D    | Toriana Patterson      | 2 febbraio 1994 (25 anni)   | 10    | 0    | Pink Sport Time          |
| 20 | C    | Cheyna Matthews        | 10 novembre 1993 (25 anni)  | 2     | 0    | Washington Spirit        |
| 21 | A    | Olufolasade Adamolekun | 21 febbraio 2001 (18 anni)  | 4     | 0    | USC Trojans              |
| 22 | A    | Kayla McCoy            | 3 settembre 1996 (22 anni)  | 2     | 0    | Houston Dash             |
| 23 | P    | Yazmeen Jamieson       | 17 marzo 1998 (21 anni)     | 3     | 0    | Papakura City            |

### Italia
La lista delle 23 calciatrici convocate è stata comunicata il 24 maggio 2019.
Selezionatrice: Milena Bertolini
| N. | Pos. | Giocatore             | Data nascita (età)         | Pres. | Reti | Squadra            |
| -- | ---- | --------------------- | -------------------------- | ----- | ---- | ------------------ |
| 1  | P    | Laura Giuliani        | 6 giugno 1993 (26 anni)    | 39    | 0    | Juventus           |
| 2  | C    | Valentina Bergamaschi | 22 gennaio 1997 (22 anni)  | 22    | 4    | Milan              |
| 3  | D    | Sara Gama             | 27 marzo 1989 (30 anni)    | 95    | 5    | Juventus           |
| 4  | C    | Aurora Galli          | 13 dicembre 1996 (22 anni) | 34    | 2    | Juventus           |
| 5  | D    | Elena Linari          | 15 aprile 1994 (25 anni)   | 50    | 0    | Atlético Madrid    |
| 6  | C    | Martina Rosucci       | 9 maggio 1992 (27 anni)    | 49    | 2    | Juventus           |
| 7  | D    | Alia Guagni           | 1º ottobre 1987 (31 anni)  | 70    | 5    | Fiorentina         |
| 8  | C    | Alice Parisi          | 11 dicembre 1990 (28 anni) | 80    | 10   | Fiorentina         |
| 9  | A    | Daniela Sabatino      | 26 giugno 1985 (34 anni)   | 56    | 26   | Milan              |
| 10 | A    | Cristiana Girelli     | 23 aprile 1990 (29 anni)   | 59    | 30   | Juventus           |
| 11 | C    | Barbara Bonansea      | 13 giugno 1991 (28 anni)   | 57    | 22   | Juventus           |
| 12 | P    | Chiara Marchitelli    | 4 maggio 1985 (34 anni)    | 45    | 0    | Florentia S.G.     |
| 13 | D    | Elisa Bartoli         | 7 maggio 1991 (28 anni)    | 54    | 1    | Roma               |
| 14 | A    | Stefania Tarenzi      | 29 febbraio 1988 (31 anni) | 10    | 2    | ChievoVerona Valpo |
| 15 | C    | Annamaria Serturini   | 13 maggio 1998 (21 anni)   | 6     | 1    | Roma               |
| 16 | D    | Laura Fusetti         | 8 ottobre 1990 (28 anni)   | 3     | 0    | Milan              |
| 17 | D    | Lisa Boattin          | 3 maggio 1997 (22 anni)    | 18    | 0    | Juventus           |
| 18 | A    | Ilaria Mauro          | 22 maggio 1988 (31 anni)   | 45    | 15   | Fiorentina         |
| 19 | A    | Valentina Giacinti    | 2 gennaio 1994 (25 anni)   | 26    | 6    | Milan              |
| 20 | D    | Linda Tucceri Cimini  | 4 aprile 1991 (28 anni)    | 20    | 1    | Milan              |
| 21 | C    | Valentina Cernoia     | 22 giugno 1991 (28 anni)   | 43    | 8    | Juventus           |
| 22 | P    | Rosalia Pipitone      | 3 agosto 1985 (33 anni)    | 4     | 0    | Roma               |
| 23 | C    | Manuela Giugliano     | 18 agosto 1997 (21 anni)   | 30    | 3    | Milan              |

## Gruppo D

### Argentina
La lista delle 23 calciatrici convocate è stata comunicata il 22 maggio 2019.
Selezionatore: Carlos Borrello
| N. | Pos. | Giocatore            | Data nascita (età)         | Pres. | Reti | Squadra          |
| -- | ---- | -------------------- | -------------------------- | ----- | ---- | ---------------- |
| 1  | P    | Vanina Correa        | 14 agosto 1983 (35 anni)   | 31    | 0    | Rosario Central  |
| 2  | D    | Agustina Barroso     | 20 maggio 1993 (26 anni)   | 36    | 0    | Madrid CFF       |
| 3  | D    | Eliana Stábile       | 26 novembre 1993 (25 anni) | 13    | 2    | Boca Juniors     |
| 4  | D    | Adriana Sachs        | 25 dicembre 1993 (25 anni) | 24    | 0    | UAI Urquiza      |
| 5  | C    | Vanesa Santana       | 3 settembre 1990 (28 anni) | 31    | 0    | Dux Logroño      |
| 6  | D    | Aldana Cometti       | 3 marzo 1996 (23 anni)     | 32    | 3    | Siviglia         |
| 7  | A    | Yael Oviedo          | 22 maggio 1992 (27 anni)   | 24    | 2    | Rayo Vallecano   |
| 8  | C    | Ruth Bravo           | 6 marzo 1992 (27 anni)     | 18    | 1    | Tacón            |
| 9  | A    | Sole Jaimes          | 20 gennaio 1989 (30 anni)  | 21    | 5    | Olympique Lione  |
| 10 | C    | Estefanía Banini     | 21 giugno 1990 (28 anni)   | 32    | 9    | Levante          |
| 11 | A    | Florencia Bonsegundo | 14 luglio 1993 (25 anni)   | 34    | 10   | Huelva           |
| 12 | P    | Gabriela Garton      | 27 maggio 1990 (29 anni)   | 2     | 0    | Sol de Mayo (SL) |
| 13 | D    | Virginia Gómez       | 26 febbraio 1991 (28 anni) | 8     | 0    | Rosario Central  |
| 14 | C    | Miriam Mayorga       | 20 novembre 1989 (29 anni) | 9     | 0    | UAI Urquiza      |
| 15 | A    | María Belén Potassa  | 12 dicembre 1988 (30 anni) | 28    | 7    | UAI Urquiza      |
| 16 | C    | Lorena Benítez       | 3 dicembre 1998 (20 anni)  | 2     | 0    | Boca Juniors     |
| 17 | C    | Mariela Coronel      | 20 giugno 1981 (37 anni)   | 34    | 2    | Granada          |
| 18 | D    | Gabriela Chávez      | 9 aprile 1989 (30 anni)    | 18    | 0    | River Plate      |
| 19 | A    | Mariana Larroquette  | 24 ottobre 1992 (26 anni)  | 36    | 8    | UAI Urquiza      |
| 20 | C    | Dalila Ippólito      | 24 marzo 2002 (17 anni)    | 1     | 0    | River Plate      |
| 21 | D    | Natalie Juncos       | 28 dicembre 1990 (28 anni) | 6     | 0    | Svincolata       |
| 22 | A    | Milagros Menéndez    | 23 marzo 1997 (22 anni)    | 3     | 0    | UAI Urquiza      |
| 23 | P    | Solana Pereyra       | 5 aprile 1999 (20 anni)    | 0     | 0    | UAI Urquiza      |

### Giappone
La lista delle 23 calciatrici convocate è stata comunicata il 10 maggio 2019. Infortunatasi prima della fine del mese, Riko Ueki viene sostituita nella rosa da Saori Takarada il 31 maggio
Selezionatrice: Asako Takakura
| N. | Pos. | Giocatore        | Data nascita (età)          | Pres. | Reti | Squadra            |
| -- | ---- | ---------------- | --------------------------- | ----- | ---- | ------------------ |
| 1  | P    | Sakiko Ikeda     | 8 settembre 1992 (26 anni)  | 14    | 0    | Urawa Reds         |
| 2  | D    | Rumi Utsugi      | 5 dicembre 1988 (30 anni)   | 112   | 6    | Seattle Reign      |
| 3  | D    | Aya Sameshima    | 16 giugno 1987 (31 anni)    | 108   | 5    | INAC Kobe Leonessa |
| 4  | D    | Saki Kumagai     | 17 ottobre 1990 (28 anni)   | 103   | 0    | Olympique Lione    |
| 5  | D    | Nana Ichise      | 4 agosto 1997 (21 anni)     | 15    | 0    | Mynavi Vegalta     |
| 6  | C    | Hina Sugita      | 31 gennaio 1997 (22 anni)   | 6     | 0    | INAC Kobe Leonessa |
| 7  | C    | Emi Nakajima     | 27 settembre 1990 (28 anni) | 69    | 14   | INAC Kobe Leonessa |
| 8  | A    | Mana Iwabuchi    | 18 marzo 1993 (26 anni)     | 61    | 20   | INAC Kobe Leonessa |
| 9  | A    | Yuika Sugasawa   | 5 ottobre 1990 (28 anni)    | 62    | 17   | Urawa Reds         |
| 10 | C    | Mizuho Sakaguchi | 15 ottobre 1987 (31 anni)   | 124   | 29   | Tokyo Verdy Beleza |
| 11 | A    | Rikako Kobayashi | 21 luglio 1997 (21 anni)    | 5     | 2    | Tokyo Verdy Beleza |
| 12 | D    | Moeka Minami     | 7 dicembre 1998 (20 anni)   | 4     | 0    | Urawa Reds         |
| 13 | A    | Saori Takarada   | 27 dicembre 1999 (19 anni)  | 0     | 0    | Cerezo Osaka Sakai |
| 14 | C    | Yui Hasegawa     | 29 gennaio 1997 (22 anni)   | 35    | 6    | Tokyo Verdy Beleza |
| 15 | C    | Yūka Momiki      | 9 aprile 1996 (23 anni)     | 24    | 8    | Tokyo Verdy Beleza |
| 16 | D    | Asato Miyagawa   | 24 febbraio 1998 (21 anni)  | 4     | 0    | Tokyo Verdy Beleza |
| 17 | C    | Narumi Miura     | 3 luglio 1997 (21 anni)     | 8     | 0    | Tokyo Verdy Beleza |
| 18 | P    | Ayaka Yamashita  | 29 settembre 1995 (23 anni) | 26    | 0    | Tokyo Verdy Beleza |
| 19 | A    | Jun Endō         | 24 maggio 2000 (19 anni)    | 4     | 0    | Tokyo Verdy Beleza |
| 20 | A    | Kumi Yokoyama    | 13 agosto 1993 (25 anni)    | 40    | 17   | Nagano Parceiro    |
| 21 | P    | Chika Hirao      | 31 dicembre 1995 (23 anni)  | 2     | 0    | Albirex Niigata    |
| 22 | D    | Risa Shimizu     | 15 giugno 1996 (22 anni)    | 23    | 0    | Tokyo Verdy Beleza |
| 23 | D    | Shiori Miyake    | 31 ottobre 1995 (23 anni)   | 17    | 0    | INAC Kobe Leonessa |

### Inghilterra
La lista delle 23 calciatrici convocate è stata comunicata l'8 maggio 2019.
Selezionatore: Phil Neville
| N. | Pos. | Giocatore          | Data nascita (età)         | Pres. | Reti | Squadra           |
| -- | ---- | ------------------ | -------------------------- | ----- | ---- | ----------------- |
| 1  | P    | Karen Bardsley     | 14 ottobre 1984 (34 anni)  | 75    | 0    | Manchester City   |
| 2  | D    | Lucy Bronze        | 28 ottobre 1991 (27 anni)  | 66    | 7    | Olympique Lione   |
| 3  | D    | Alex Greenwood     | 7 settembre 1993 (25 anni) | 35    | 2    | Manchester United |
| 4  | C    | Keira Walsh        | 8 aprile 1997 (22 anni)    | 14    | 0    | Manchester City   |
| 5  | D    | Steph Houghton (c) | 23 aprile 1988 (31 anni)   | 104   | 12   | Manchester City   |
| 6  | D    | Millie Bright      | 21 agosto 1993 (25 anni)   | 26    | 0    | Chelsea           |
| 7  | A    | Nikita Parris      | 10 marzo 1994 (25 anni)    | 32    | 11   | Manchester City   |
| 8  | C    | Jill Scott         | 2 febbraio 1987 (32 anni)  | 134   | 22   | Manchester City   |
| 9  | A    | Jodie Taylor       | 17 maggio 1986 (33 anni)   | 39    | 17   | Seattle Reign     |
| 10 | A    | Fran Kirby         | 29 giugno 1993 (25 anni)   | 37    | 12   | Chelsea           |
| 11 | A    | Toni Duggan        | 25 luglio 1991 (27 anni)   | 71    | 22   | Barcellona        |
| 12 | D    | Demi Stokes        | 12 dicembre 1991 (27 anni) | 49    | 1    | Manchester City   |
| 13 | P    | Carly Telford      | 7 luglio 1987 (31 anni)    | 16    | 0    | Chelsea           |
| 14 | D    | Leah Williamson    | 29 marzo 1997 (22 anni)    | 6     | 0    | Arsenal           |
| 15 | D    | Abbie McManus      | 14 gennaio 1993 (26 anni)  | 12    | 0    | Manchester City   |
| 16 | C    | Jade Moore         | 22 ottobre 1990 (28 anni)  | 45    | 1    | Reading           |
| 17 | D    | Rachel Daly        | 6 dicembre 1991 (27 anni)  | 21    | 3    | Houston Dash      |
| 18 | A    | Ellen White        | 9 maggio 1989 (30 anni)    | 80    | 28   | Birmingham City   |
| 19 | C    | Georgia Stanway    | 3 gennaio 1999 (20 anni)   | 6     | 1    | Manchester City   |
| 20 | C    | Karen Carney       | 1º agosto 1987 (31 anni)   | 138   | 32   | Chelsea           |
| 21 | P    | Mary Earps         | 7 marzo 1993 (26 anni)     | 5     | 0    | Wolfsburg         |
| 22 | A    | Bethany Mead       | 9 maggio 1995 (24 anni)    | 12    | 5    | Arsenal           |
| 23 | C    | Lucy Staniforth    | 2 ottobre 1992 (26 anni)   | 8     | 2    | Birmingham City   |

### Scozia
La lista delle 23 calciatrici convocate è stata comunicata il 15 maggio 2019.
Selezionatrice: Shelley Kerr
| N. | Pos. | Giocatore        | Data nascita (età)          | Pres. | Reti | Squadra           |
| -- | ---- | ---------------- | --------------------------- | ----- | ---- | ----------------- |
| 1  | P    | Lee Alexander    | 23 settembre 1991 (27 anni) | 16    | 0    | Glasgow City      |
| 2  | D    | Kirsty Smith     | 6 gennaio 1994 (25 anni)    | 34    | 0    | Manchester United |
| 3  | D    | Nicola Docherty  | 23 agosto 1992 (26 anni)    | 18    | 0    | Glasgow City      |
| 4  | D    | Rachel Corsie    | 17 agosto 1989 (29 anni)    | 108   | 16   | Utah Royals       |
| 5  | D    | Jennifer Beattie | 13 maggio 1991 (28 anni)    | 123   | 22   | Manchester City   |
| 6  | C    | Joanne Love      | 6 dicembre 1985 (33 anni)   | 191   | 13   | Glasgow City      |
| 7  | D    | Hayley Lauder    | 4 giugno 1990 (29 anni)     | 98    | 9    | Glasgow City      |
| 8  | C    | Kim Little       | 29 giugno 1990 (28 anni)    | 132   | 53   | Arsenal           |
| 9  | C    | Caroline Weir    | 20 giugno 1995 (23 anni)    | 62    | 7    | Manchester City   |
| 10 | C    | Leanne Crichton  | 6 agosto 1987 (31 anni)     | 63    | 3    | Glasgow City      |
| 11 | A    | Lisa Evans       | 21 maggio 1992 (27 anni)    | 77    | 17   | Arsenal           |
| 12 | P    | Shannon Lynn     | 22 ottobre 1985 (33 anni)   | 30    | 0    | Vittsjö GIK       |
| 13 | A    | Jane Ross        | 18 settembre 1989 (29 anni) | 126   | 58   | West Ham          |
| 14 | D    | Chloe Arthur     | 21 gennaio 1995 (24 anni)   | 19    | 0    | Birmingham City   |
| 15 | D    | Sophie Howard    | 17 settembre 1993 (25 anni) | 13    | 0    | Reading           |
| 16 | C    | Christie Murray  | 3 maggio 1990 (29 anni)     | 60    | 4    | Liverpool         |
| 17 | D    | Joelle Murray    | 7 novembre 1986 (32 anni)   | 48    | 1    | Hibernian         |
| 18 | A    | Claire Emslie    | 8 marzo 1994 (25 anni)      | 20    | 3    | Manchester City   |
| 19 | A    | Lana Clelland    | 26 gennaio 1993 (26 anni)   | 24    | 3    | Fiorentina        |
| 20 | A    | Fiona Brown      | 31 marzo 1995 (24 anni)     | 37    | 2    | Rosengård         |
| 21 | P    | Jenna Fife       | 1º dicembre 1995 (23 anni)  | 4     | 0    | Hibernian         |
| 22 | A    | Erin Cuthbert    | 19 luglio 1998 (20 anni)    | 29    | 9    | Chelsea           |
| 23 | C    | Elizabeth Arnot  | 1º marzo 1996 (23 anni)     | 25    | 2    | Manchester United |

## Gruppo E

### Camerun
La lista delle 23 calciatrici convocate è stata comunicata il 24 maggio 2019.
Selezionatore: Alain Djeumfa
| N. | Pos. | Giocatore             | Data nascita (età)          | Pres. | Reti | Squadra                       |
| -- | ---- | --------------------- | --------------------------- | ----- | ---- | ----------------------------- |
| 1  | P    | Annette Ngo Ndom      | 3 giugno 1985 (34 anni)     | 50    | 0    | Amazone FAP Yaoundé           |
| 2  | D    | Christine Manie       | 4 maggio 1984 (35 anni)     |       |      | Nancy                         |
| 3  | A    | Ajara Nchout          | 12 gennaio 1993 (26 anni)   | 49    | 5    | Vålerenga                     |
| 4  | D    | Yvonne Leuko          | 20 novembre 1991 (27 anni)  | 29    | 0    | ASPV Strasburgo               |
| 5  | D    | Augustine Ejangue     | 19 gennaio 1989 (30 anni)   | 62    | 0    | Arna-Bjørnar                  |
| 6  | D    | Estelle Johnson       | 21 luglio 1988 (30 anni)    |       |      | Sky Blue                      |
| 7  | A    | Gabrielle Onguéné     | 25 febbraio 1989 (30 anni)  | 58    | 17   | CSKA Mosca                    |
| 8  | C    | Raissa Feudjio        | 29 settembre 1995 (23 anni) | 60    | 1    | Granadilla Tenerife           |
| 9  | A    | Madeleine Ngono Mani  | 16 ottobre 1983 (35 anni)   | 128   | 49   | CSFA Ambilly                  |
| 10 | C    | Jeannette Yango       | 12 giugno 1993 (25 anni)    | 38    | 1    | Saint-Malo                    |
| 11 | D    | Aurelle Awona         | 2 febbraio 1993 (26 anni)   |       |      | Digione                       |
| 12 | D    | Claudine Meffometou   | 1º luglio 1990 (28 anni)    | 31    | 1    | Guingamp                      |
| 13 | C    | Charlène Menene       | 19 novembre 1998 (20 anni)  |       |      | Louves Minproff               |
| 14 | C    | Ninon Abena           | 5 settembre 1994 (24 anni)  |       |      | Louves Minproff               |
| 15 | D    | Ysis Sonkeng          | 20 settembre 1989 (29 anni) |       |      | Amazone FAP Yaoundé           |
| 16 | P    | Isabelle Mambingo     | 10 aprile 1991 (28 anni)    |       |      | Sunshine Queens               |
| 17 | A    | Gaëlle Enganamouit    | 9 giugno 1992 (26 anni)     |       |      | Málaga                        |
| 18 | A    | Henriette Akaba       | 7 giugno 1992 (27 anni)     | 38    | 0    | Amazone FAP Yaoundé           |
| 19 | C    | Marlyse Ngo Ndoumbouk | 3 gennaio 1985 (34 anni)    |       |      | Nancy                         |
| 20 | C    | Geneviève Ngo         | 10 marzo 1993 (26 anni)     | 14    | 1    | Amazone FAP Yaoundé           |
| 21 | A    | Alexanda Takounda     | 7 luglio 2000 (18 anni)     |       |      | Eclair Filles de Sa'a         |
| 22 | A    | Michaela Abam         | 13 giugno 1997 (21 anni)    |       |      | Paris FC                      |
| 23 | P    | Marthe Ongmahan       | 12 giugno 1992 (26 anni)    | 0     | 0    | Awa Girls Football de Yaoundé |

### Canada
La lista delle 23 calciatrici convocate è stata comunicata il 25 maggio 2019.
Selezionatore:  Kenneth Heiner-Møller
| N. | Pos. | Giocatore              | Data nascita (età)         | Pres. | Reti | Squadra                 |
| -- | ---- | ---------------------- | -------------------------- | ----- | ---- | ----------------------- |
| 1  | P    | Stephanie Labbé        | 10 ottobre 1986 (32 anni)  | 60    | 0    | N. Carolina Courage     |
| 2  | D    | Allysha Chapman        | 25 gennaio 1989 (30 anni)  | 63    | 1    | Houston Dash            |
| 3  | D    | Kadeisha Buchanan      | 5 novembre 1995 (23 anni)  | 87    | 3    | Olympique Lione         |
| 4  | D    | Shelina Zadorsky       | 24 agosto 1992 (26 anni)   | 51    | 1    | Orlando Pride           |
| 5  | C    | Rebecca Quinn          | 11 agosto 1995 (23 anni)   | 47    | 5    | Paris FC                |
| 6  | A    | Deanne Rose            | 3 marzo 1999 (20 anni)     | 40    | 8    | Florida Gators          |
| 7  | C    | Julia Grosso           | 29 agosto 2000 (18 anni)   | 16    | 0    | Texas Longhorns         |
| 8  | D    | Jayde Riviere          | 22 gennaio 2001 (18 anni)  | 4     | 0    | Markham SC              |
| 9  | A    | Jordyn Huitema         | 8 maggio 2001 (18 anni)    | 20    | 6    | Paris Saint-Germain     |
| 10 | D    | Ashley Lawrence        | 11 giugno 1995 (23 anni)   | 75    | 5    | Paris Saint-Germain     |
| 11 | C    | Desiree Scott          | 31 luglio 1987 (31 anni)   | 142   | 0    | Utah Royals             |
| 12 | A    | Christine Sinclair (c) | 12 giugno 1983 (35 anni)   | 281   | 181  | Portland Thorns         |
| 13 | C    | Sophie Schmidt         | 28 giugno 1988 (30 anni)   | 183   | 19   | Houston Dash            |
| 14 | C    | Gabrielle Carle        | 12 ottobre 1998 (20 anni)  | 12    | 1    | Florida State Seminoles |
| 15 | A    | Nichelle Prince        | 19 febbraio 1995 (24 anni) | 49    | 10   | Houston Dash            |
| 16 | A    | Janine Beckie          | 20 agosto 1994 (24 anni)   | 55    | 25   | Manchester City         |
| 17 | C    | Jessie Fleming         | 11 marzo 1998 (21 anni)    | 64    | 8    | UCLA Bruins             |
| 18 | P    | Kailen Sheridan        | 16 luglio 1995 (23 anni)   | 7     | 0    | Sky Blue                |
| 19 | A    | Adriana Leon           | 2 ottobre 1992 (26 anni)   | 56    | 15   | West Ham                |
| 20 | D    | Shannon Woeller        | 31 gennaio 1990 (29 anni)  | 21    | 0    | Eskilstuna United       |
| 21 | P    | Sabrina D'Angelo       | 11 maggio 1993 (26 anni)   | 6     | 0    | Vittsjö GIK             |
| 22 | D    | Lindsay Agnew          | 31 marzo 1995 (24 anni)    | 11    | 0    | Houston Dash            |
| 23 | C    | Jenna Hellstrom        | 2 aprile 1995 (24 anni)    | 4     | 0    | KIF Örebro              |

### Nuova Zelanda
La rosa viene annunciata dal sito della federazione neozelandese il 29 aprile 2019.
Selezionatore:  Tom Sermanni
| N. | Pos. | Giocatore         | Data nascita (età)          | Pres. | Reti | Squadra                 |
| -- | ---- | ----------------- | --------------------------- | ----- | ---- | ----------------------- |
| 1  | P    | Erin Nayler       | 17 aprile 1992 (27 anni)    | 61    | 0    | Bordeaux                |
| 2  | C    | Ria Percival      | 7 dicembre 1989 (29 anni)   | 139   | 14   | West Ham                |
| 3  | D    | Anna Green        | 20 agosto 1990 (28 anni)    | 72    | 7    | Miramar Rangers         |
| 4  | D    | CJ Bott           | 22 aprile 1995 (24 anni)    | 16    | 1    | Vittsjö GIK             |
| 5  | D    | Meikayla Moore    | 4 giugno 1996 (23 anni)     | 35    | 3    | MSV Duisburg            |
| 6  | D    | Rebekah Stott     | 17 giugno 1993 (25 anni)    | 71    | 4    | Avaldsnes               |
| 7  | D    | Ali Riley         | 30 ottobre 1987 (31 anni)   | 123   | 1    | Chelsea                 |
| 8  | D    | Abby Erceg        | 20 novembre 1989 (29 anni)  | 135   | 6    | North Carolina Courage  |
| 9  | A    | Emma Kete         | 1º settembre 1987 (31 anni) | 50    | 3    | Svincolata              |
| 10 | C    | Annalie Longo     | 1º luglio 1991 (27 anni)    | 113   | 15   | Svincolata              |
| 11 | A    | Sarah Gregorius   | 6 agosto 1987 (31 anni)     | 91    | 33   | Miramar Rangers         |
| 12 | C    | Betsy Hassett     | 4 agosto 1990 (28 anni)     | 111   | 13   | KR Reykjavík            |
| 13 | A    | Rosie White       | 6 giugno 1993 (26 anni)     | 99    | 24   | Svincolata              |
| 14 | C    | Katie Bowen       | 15 aprile 1994 (25 anni)    | 59    | 3    | Utah Royals             |
| 15 | D    | Sarah Morton      | 28 agosto 1998 (20 anni)    | 6     | 1    | Western Springs         |
| 16 | C    | Katie Duncan      | 1º febbraio 1988 (31 anni)  | 122   | 1    | Onehunga Sports         |
| 17 | A    | Hannah Wilkinson  | 28 maggio 1992 (27 anni)    | 87    | 25   | Svincolata              |
| 18 | D    | Stephanie Skilton | 27 ottobre 1994 (24 anni)   | 9     | 0    | Papakura City           |
| 19 | A    | Paige Satchell    | 13 aprile 1998 (21 anni)    | 11    | 1    | Three Kings United      |
| 20 | C    | Daisy Cleverley   | 30 aprile 1997 (22 anni)    | 8     | 2    | California Golden Bears |
| 21 | P    | Victoria Esson    | 6 marzo 1991 (28 anni)      | 3     | 0    | Avaldsnes               |
| 22 | C    | Olivia Chance     | 5 ottobre 1993 (25 anni)    | 11    | 0    | Everton                 |
| 23 | P    | Nadia Olla        | 7 febbraio 2000 (19 anni)   | 1     | 0    | Western Springs         |

### Paesi Bassi
La lista delle 23 calciatrici convocate è stata comunicata il 10 aprile 2019, assieme alla lista di sette calciatrici come riserve.
Selezionatrice: Sarina Wiegman
| N. | Pos. | Giocatore              | Data nascita (età)         | Pres. | Reti | Squadra              |
| -- | ---- | ---------------------- | -------------------------- | ----- | ---- | -------------------- |
| 1  | P    | Sari van Veenendaal    | 3 aprile 1990 (29 anni)    | 52    | 0    | Arsenal              |
| 2  | D    | Desiree van Lunteren   | 30 dicembre 1992 (26 anni) | 70    | 0    | Friburgo             |
| 3  | D    | Stefanie van der Gragt | 16 agosto 1992 (26 anni)   | 55    | 7    | Barcellona           |
| 4  | D    | Merel van Dongen       | 11 febbraio 1993 (26 anni) | 26    | 1    | Betis                |
| 5  | D    | Kika van Es            | 11 ottobre 1991 (27 anni)  | 57    | 0    | Ajax                 |
| 6  | D    | Anouk Dekker           | 15 novembre 1986 (32 anni) | 77    | 6    | Montpellier          |
| 7  | A    | Shanice van de Sanden  | 2 ottobre 1992 (26 anni)   | 63    | 15   | Olympique Lione      |
| 8  | C    | Sherida Spitse         | 29 maggio 1990 (29 anni)   | 161   | 30   | Vålerenga            |
| 9  | A    | Vivianne Miedema       | 15 luglio 1996 (22 anni)   | 74    | 57   | Arsenal              |
| 10 | C    | Daniëlle van de Donk   | 5 agosto 1991 (27 anni)    | 88    | 16   | Arsenal              |
| 11 | A    | Lieke Martens          | 16 dicembre 1992 (26 anni) | 102   | 42   | Barcellona           |
| 12 | C    | Victoria Pelova        | 3 giugno 1999 (20 anni)    | 3     | 0    | ADO Den Haag         |
| 13 | A    | Renate Jansen          | 7 dicembre 1990 (28 anni)  | 35    | 3    | Twente               |
| 14 | C    | Jackie Groenen         | 17 dicembre 1994 (24 anni) | 45    | 2    | 1. FFC Francoforte   |
| 15 | C    | Inessa Kaagman         | 17 aprile 1996 (23 anni)   | 2     | 0    | Everton              |
| 16 | P    | Lize Kop               | 17 marzo 1998 (21 anni)    | 1     | 0    | Ajax                 |
| 17 | A    | Ellen Jansen           | 6 ottobre 1992 (26 anni)   | 14    | 1    | Ajax                 |
| 18 | D    | Danique Kerkdijk       | 1º maggio 1996 (23 anni)   | 18    | 0    | Bristol City         |
| 19 | C    | Jill Roord             | 22 aprile 1997 (22 anni)   | 40    | 3    | Bayern Monaco        |
| 20 | D    | Dominique Bloodworth   | 17 gennaio 1995 (24 anni)  | 46    | 0    | Arsenal              |
| 21 | A    | Lineth Beerensteyn     | 11 ottobre 1996 (22 anni)  | 39    | 9    | Bayern Monaco        |
| 22 | D    | Liza van der Most      | 8 ottobre 1993 (25 anni)   | 13    | 0    | Ajax                 |
| 23 | P    | Loes Geurts            | 12 gennaio 1986 (33 anni)  | 123   | 0    | Kopparbergs/Göteborg |

## Gruppo F

### Cile
La lista delle 23 calciatrici convocate è stata comunicata il 19 maggio 2019.
Selezionatore: José Letelier
| N. | Pos. | Giocatore          | Data nascita (età)          | Pres. | Squadra              |
| -- | ---- | ------------------ | --------------------------- | ----- | -------------------- |
| 1  | P    | Christiane Endler  | 23 luglio 1991 (27 anni)    | 20    | Paris Saint-Germain  |
| 2  | D    | Rocío Soto         | 21 settembre 1993 (25 anni) | 13    | Saragozza            |
| 3  | D    | Carla Guerrero     | 23 dicembre 1987 (31 anni)  | 14    | Rayo Vallecano       |
| 4  | C    | Francisca Lara     | 29 luglio 1990 (28 anni)    | 22    | Siviglia             |
| 5  | D    | Valentina Díaz     | 30 marzo 2001 (18 anni)     | 2     | Colo-Colo            |
| 6  | C    | Claudia Soto       | 6 luglio 1993 (25 anni)     | 15    | Santos               |
| 7  | A    | María José Rojas   | 17 dicembre 1987 (31 anni)  | 20    | Slavia Praga         |
| 8  | C    | Karen Araya        | 16 ottobre 1990 (28 anni)   | 20    | Siviglia             |
| 9  | A    | María José Urrutia | 17 dicembre 1993 (25 anni)  | 6     | 3B da Amazônia       |
| 10 | A    | Yanara Aedo        | 5 agosto 1993 (25 anni)     | 19    | Valencia             |
| 11 | C    | Yessenia López     | 20 ottobre 1990 (28 anni)   | 20    | Colo-Colo            |
| 12 | P    | Natalia Campos     | 12 gennaio 1992 (27 anni)   | 3     | Universidad Católica |
| 13 | A    | Javiera Grez       | 11 luglio 2000 (18 anni)    | 9     | Curicó Unido         |
| 14 | C    | Daniela Pardo      | 9 maggio 1988 (31 anni)     | 5     | Santiago Morning     |
| 15 | D    | Su Helen Galaz     | 27 maggio 1991 (28 anni)    | 10    | Saragozza            |
| 16 | C    | Ana Gutiérrez      | 20 giugno 1996 (22 anni)    | 4     | Cáceres              |
| 17 | D    | Javiera Toro       | 22 aprile 1998 (21 anni)    | 3     | Santiago Morning     |
| 18 | D    | Camila Sáez        | 17 ottobre 1994 (24 anni)   | 20    | Rayo Vallecano       |
| 19 | A    | Yessenia Huenteo   | 30 ottobre 1992 (26 anni)   | 15    | Cáceres              |
| 20 | A    | Daniela Zamora     | 13 novembre 1990 (28 anni)  | 10    | Universidad de Chile |
| 21 | A    | Rosario Balmaceda  | 23 marzo 1999 (20 anni)     | 3     | Colo-Colo            |
| 22 | C    | Elisa Durán        | 16 gennaio 2002 (17 anni)   | 0     | Colo-Colo            |
| 23 | P    | Ryann Torrero      | 1º settembre 1990 (28 anni) | 0     | Svincolata           |

### Svezia
La lista delle 23 calciatrici convocate è stata comunicata il 16 maggio 2019.
Selezionatore: Peter Gerhardsson
| N. | Pos. | Giocatore           | Data nascita (età)          | Pres. | Reti | Squadra              |
| -- | ---- | ------------------- | --------------------------- | ----- | ---- | -------------------- |
| 1  | P    | Hedvig Lindahl      | 29 aprile 1983 (36 anni)    | 157   | 0    | Chelsea              |
| 2  | D    | Jonna Andersson     | 2 gennaio 1993 (26 anni)    | 40    | 0    | Chelsea              |
| 3  | D    | Linda Sembrant      | 15 maggio 1987 (32 anni)    | 109   | 8    | Montpellier          |
| 4  | D    | Hanna Glas          | 17 settembre 1992 (26 anni) | 21    | 0    | Paris Saint-Germain  |
| 5  | D    | Nilla Fischer       | 2 agosto 1984 (34 anni)     | 175   | 23   | Wolfsburg            |
| 6  | D    | Magdalena Eriksson  | 8 settembre 1993 (25 anni)  | 48    | 5    | Chelsea              |
| 7  | A    | Madelen Janogy      | 12 novembre 1995 (23 anni)  | 3     | 0    | Piteå IF             |
| 8  | C    | Lina Hurtig         | 15 settembre 1995 (23 anni) | 17    | 3    | Linköping            |
| 9  | C    | Kosovare Asllani    | 29 luglio 1989 (29 anni)    | 126   | 32   | Linköping            |
| 10 | A    | Sofia Jakobsson     | 23 aprile 1990 (29 anni)    | 100   | 17   | Montpellier          |
| 11 | A    | Stina Blackstenius  | 5 febbraio 1996 (23 anni)   | 43    | 10   | Montpellier          |
| 12 | P    | Jennifer Falk       | 26 aprile 1993 (26 anni)    | 0     | 0    | Kopparbergs/Göteborg |
| 13 | D    | Amanda Ilestedt     | 25 gennaio 1993 (26 anni)   | 25    | 2    | Turbine Potsdam      |
| 14 | C    | Julia Roddar        | 16 febbraio 1992 (27 anni)  | 6     | 0    | Kopparbergs/Göteborg |
| 15 | D    | Nathalie Björn      | 4 maggio 1997 (22 anni)     | 8     | 2    | Rosengård            |
| 16 | A    | Julia Zigiotti Olme | 24 dicembre 1997 (21 anni)  | 6     | 0    | Kopparbergs/Göteborg |
| 17 | C    | Caroline Seger      | 19 marzo 1985 (34 anni)     | 193   | 27   | Rosengård            |
| 18 | A    | Fridolina Rolfö     | 24 novembre 1993            | 34    | 8    | Bayern Monaco        |
| 19 | C    | Anna Anvegård       | 10 maggio 1997 (22 anni)    | 8     | 1    | Växjö DFF            |
| 20 | A    | Mimmi Larsson       | 9 aprile 1994 (25 anni)     | 20    | 6    | Linköping            |
| 21 | P    | Zećira Mušović      | 26 maggio 1996 (23 anni)    | 2     | 0    | Rosengård            |
| 22 | C    | Olivia Schough      | 11 marzo 1991 (28 anni)     | 72    | 9    | Djurgården           |
| 23 | C    | Elin Rubensson      | 11 maggio 1993 (26 anni)    | 62    | 2    | Kopparbergs/Göteborg |

### Thailandia
La lista delle 23 calciatrici convocate è stata comunicata il 27 maggio 2019.
Selezionatrice: Nuengruethai Sathongwien
| N. | Pos. | Giocatore                | Data nascita (età)          | Pres. | Reti | Squadra                 |
| -- | ---- | ------------------------ | --------------------------- | ----- | ---- | ----------------------- |
| 1  | P    | Waraporn Boonsing        | 16 febbraio 1990 (29 anni)  |       |      | BG Bundit Asia          |
| 2  | D    | Kanjanaporn Saengkoon    | 18 luglio 1996 (22 anni)    |       |      | BG Bundit Asia          |
| 3  | D    | Natthakarn Chinwong      | 15 marzo 1992 (27 anni)     |       |      | BG Bundit Asia          |
| 4  | D    | Duangnapa Sritala        | 21 giugno 1997 (21 anni)    |       |      | Bangkok                 |
| 5  | D    | Ainon Phancha            | 27 gennaio 1992 (27 anni)   |       |      | Chonburi Sriprathum     |
| 6  | C    | Pikul Khueanpet          | 20 settembre 1988 (30 anni) |       |      | BG Bundit Asia          |
| 7  | C    | Silawan Intamee          | 22 gennaio 1994 (25 anni)   |       |      | Chonburi Sriprathum     |
| 8  | A    | Suchawadee Nildhamrong   | 1º aprile 1997 (22 anni)    |       |      | California Golden Bears |
| 9  | D    | Warunee Phetwiset        | 13 dicembre 1990 (28 anni)  |       |      | Chonburi Sriprathum     |
| 10 | D    | Sunisa Srangthaisong     | 6 maggio 1988 (31 anni)     |       |      | BG Bundit Asia          |
| 11 | C    | Sudarat Chucheun         | 19 giugno 1997 (21 anni)    |       |      | Srisaket                |
| 12 | C    | Rattikan Thongsombut     | 7 luglio 1991 (27 anni)     |       |      | BG Bundit Asia          |
| 13 | C    | Orathai Srimanee         | 12 giugno 1988 (30 anni)    |       |      | BG Bundit Asia          |
| 14 | A    | Saowalak Pengngam        | 30 novembre 1996 (22 anni)  |       |      | Chonburi Sriprathum     |
| 15 | C    | Orapin Waenngoen         | 7 ottobre 1995 (23 anni)    |       |      | BG Bundit Asia          |
| 16 | D    | Khwanruedi Saengchan     | 10 settembre 1993 (25 anni) |       |      | BG Bundit Asia          |
| 17 | A    | Taneekarn Dangda         | 15 dicembre 1992 (26 anni)  |       |      | Bangkok                 |
| 18 | P    | Sukanya Chor Charoenying | 24 novembre 1987 (31 anni)  |       |      | Air Force Central       |
| 19 | A    | Pitsamai Sornsai         | 19 gennaio 1989 (30 anni)   |       |      | Chonburi Sriprathum     |
| 20 | C    | Wilaiporn Boothduang     | 25 giugno 1987 (31 anni)    |       |      | Bangkok                 |
| 21 | C    | Kanjana Sungngoen        | 21 settembre 1986 (32 anni) |       |      | Bangkok                 |
| 22 | P    | Tiffany Sornpao          | 22 maggio 1998 (21 anni)    |       |      | Kennesaw State Owls     |
| 23 | D    | Phornphirun Philawan     | 8 aprile 1999 (20 anni)     |       |      | BG Bundit Asia          |

### Stati Uniti
La lista delle 23 calciatrici convocate è stata comunicata il 1º maggio 2019.
Selezionatrice: Jillian Ellis
| N. | Pos. | Giocatore        | Data nascita (età)          | Pres. | Reti | Squadra             |
| -- | ---- | ---------------- | --------------------------- | ----- | ---- | ------------------- |
| 1  | P    | Alyssa Naeher    | 20 aprile 1988 (31 anni)    | 43    | 0    | Chicago Stars       |
| 2  | A    | Mallory Pugh     | 29 aprile 1998 (21 anni)    | 50    | 15   | Washington Spirit   |
| 3  | C    | Samantha Mewis   | 9 ottobre 1992 (26 anni)    | 47    | 9    | N. Carolina Courage |
| 4  | D    | Becky Sauerbrunn | 6 giugno 1985 (34 anni)     | 155   | 0    | Utah Royals         |
| 5  | D    | Kelley O'Hara    | 4 agosto 1988 (30 anni)     | 115   | 2    | Utah Royals         |
| 6  | C    | Morgan Brian     | 26 febbraio 1993 (26 anni)  | 82    | 6    | Chicago Stars       |
| 7  | D    | Abby Dahlkemper  | 13 maggio 1993 (26 anni)    | 37    | 0    | N. Carolina Courage |
| 8  | C    | Julie Ertz       | 6 aprile 1992 (27 anni)     | 79    | 18   | Chicago Stars       |
| 9  | C    | Lindsey Horan    | 26 maggio 1994 (25 anni)    | 66    | 8    | Portland Thorns     |
| 10 | A    | Carli Lloyd      | 16 luglio 1982 (36 anni)    | 271   | 107  | Sky Blue            |
| 11 | D    | Ali Krieger      | 28 luglio 1984 (34 anni)    | 99    | 1    | Orlando Pride       |
| 12 | D    | Tierna Davidson  | 19 settembre 1998 (20 anni) | 19    | 1    | Chicago Stars       |
| 13 | A    | Alex Morgan      | 2 luglio 1989 (30 anni)     | 160   | 101  | Orlando Pride       |
| 14 | A    | Jessica McDonald | 28 febbraio 1988 (31 anni)  | 7     | 2    | N. Carolina Courage |
| 15 | A    | Megan Rapinoe    | 5 luglio 1985 (34 anni)     | 150   | 44   | Seattle Reign       |
| 16 | C    | Rose Lavelle     | 14 maggio 1995 (24 anni)    | 24    | 6    | Washington Spirit   |
| 17 | A    | Tobin Heath      | 29 maggio 1988 (31 anni)    | 147   | 28   | Portland Thorns     |
| 18 | P    | Ashlyn Harris    | 19 ottobre 1985 (33 anni)   | 21    | 0    | Orlando Pride       |
| 19 | D    | Crystal Dunn     | 3 luglio 1992 (27 anni)     | 83    | 24   | N. Carolina Courage |
| 20 | C    | Allie Long       | 13 agosto 1987 (31 anni)    | 42    | 6    | Seattle Reign       |
| 21 | P    | Adrianna Franch  | 12 novembre 1990 (28 anni)  | 1     | 0    | Portland Thorns     |
| 22 | D    | Emily Sonnett    | 25 novembre 1993 (25 anni)  | 31    | 0    | Portland Thorns     |
| 23 | A    | Christen Press   | 29 dicembre 1988 (30 anni)  | 113   | 47   | Utah Royals         |